# Cantone di Santiago de Méndez
Il cantone di Santiago de Méndez è un cantone dell'Ecuador che si trova nella provincia di Morona-Santiago.
Il capoluogo del cantone è Santiago de Méndez.